# Vincent T. Hamlin
Vincent Trout Hamlin (* 10. Mai 1900 in Perry, Iowa; † 14. Juni 1993 in Brooksville, Florida) war ein US-amerikanischer Comiczeichner und Cartoonist.

## Leben und Werk
Hamlin diente während des Ersten Weltkrieges als Siebzehnjähriger in Frankreich in der U.S. Army. Nach seiner Rückkehr schloss er die High School ab, studierte anschließend Journalistik und wurde Reporter in Iowa. Nach einem Umzug nach Texas war Hamlin für verschiedene Zeitungen als Reporter, Fotograf und Cartoonist tätig. Im Jahr 1932 startete er die Steinzeitserie Alley Oop, die er als daily strip bis zum Jahr 1969 betreute, bevor er sie an seinen Assistenten Dave Graue übergab.